# Filocles (militar)
Filocles (en llatí Philocles, en grec antic Φιλοκλη̂ς) fou un oficial militar i amic de Filip V de Macedònia.
L'any 200 aC Filip va ser obligat pels rodis i Àtal I de Pèrgam a passar l'hivern a Cària; allí hi havia també Filocles i van formar un pla, mercès al qual es van apoderar de la ciutat de Milasa. El mateix any Filip el va enviar a Àtica i va assolar el país. Va fracassar en un atac a Eleusis i després, amb ajut del mateix Filip, va atacar Atenes i el Pireu.
El 189 aC era a Calcis (Eubea) i no va aconseguir portar ajut a Erètria que estava assetjada per una força combinada de romans, rodis i Àtal, que finalment la van conquerir quan van fer marxar Filocles. Una mica després va aconseguir fer aixecar el setge al que Luci Quinti Flaminí i Àtal de Pèrgam sotmetien a Corint, i va portar un reforç de 1500 homes de Beòcia a les proximitats de Sició. A causa d'aquest èxit el partit macedoni d'Argos el va fer anar a la ciutat, de la que es va apoderar.
A la guerra entre Prúsies de Bitínia i Èumenes II de Pèrgam, Filip va ser aliat de Prúsies i va enviar a Filocles a la seva cort i també a Roma a defensar la seva conducta. El 184 aC Filocles i Apel·les van anar junt amb Filip i el seu fill a Roma per defensar la seva causa davant el senat. El 181 aC Filocles i Apel·les van tornar a Roma per la qüestió successòria macedònia entre Demetri i Perseu. Filip els havia enviat perquè confiava en ells, però Perseu va subornar als dos delegats, que van portar una carta falsa on les acusacions fetes a Demetri eren confirmades.
El descobriment del frau va provocar l'empresonament de Filocles i la seva execució l'any 179 aC. Segons Polibi ni sota tortura va confessar la seva culpa.